# Securities and Financial Solutions
Securities & Financial Solutions Europe SA » plus connue comme SFS, est une société d'assurance créée en 2007, basée au Luxembourg mais disposant d’un bureau à Bangkok, en Thaïlande et de capacités d’intervention en Europe et dans le monde entier via des antennes ou correspondants à Rome (Italie) ; à Bruxelles (Belgique) ; à Barcelone (Espagne) dans plusieurs villes de France métropolitaine et d'Outre-mer ; en Polynésie française, en Nouvelle-Calédonie, à Mayotte ou encore en Guyane)
En 2017, dix ans après sa création, cette société se présente comme courtier en assurance et en conseil économique, offrant à ses clients diverses options de garanties de « couverture technique » dans les domaines des dommages matériels, de la responsabilité et des garanties financières et de contrats spécifiques destinés au secteur du BTP, assurant dans le monde des dizaines de milliers de « promoteurs immobiliers, artisans, entrepreneurs, constructeurs et architectes. 

En France elle se présentait alors comme le leader (premier intermédiaire) en « assurance construction » dans ce pays où SFS détenait plus de 17 000 contrats dommages-ouvrage. Au 5 janvier 2017, Securities & Financial Solutions Europe SA opérait en tant que filiale du groupe néozélandais CBL Corporation Limited.

## Résultats financiers
En 2016 la maison-mère (CBL Corporation Limited ou « CBL ») annonçait avoir reçu le feu vert réglementaire qui lui manquait pour (150 millions de dollars) SFS- Europe SA (SFS), tout en  renforçant son équipe de direction par la nomination en octobre 2016 d’Antoine Guiguet comme nouveau PDG de SFS (A. Guiguet, avocat spécialisé dans la taxation de la construction et ayant une expérience de direction dans le secteur de la construction, tout en étant aussi investisseur dans les chez SFS), le fondateur Patrice Gilles (assureur depuis 1983, ayant passé 12 ans chez ATI SA brokerage company avant de créer SFS en 2012 sur ‘île de la réunion) continuant à être payé mais sans conserver d’actions devenant  président d’un comité consultatif pour SFS.
En 2016 SFS annonçait 65,5 M€ de chiffre d'affaires (contre 17 M€ en 2011). Cette même année Securities & Financial Solutions Europe SA annonce des changements dans sa direction (10 octobre 2016)
En 2017, SFS annonçait un excellent bilan pour l’exercice de 2016, avec un chiffre d’affaires de 32 973 000 NZD, un bénéfice d’exploitation de 5 542 000 NZD, un bénéfice avant impôts de 4 098 000 NZD et un bénéfice de 2 844 000 NZD. 

Mais à la fin de 2017 (1er décembre), après plusieurs mises en garde, SFS est « épinglé » par le Commissariat aux assurances luxembourgeois (CAA), pour avoir exercé sous la même entité juridique une activité de courtier (intermédiaire en assurance, par définition indépendant) et de mandataire (mandaté par une compagnie d'assurances pour distribuer et, souvent, gérer ses contrats), deux activités « incompatibles » au Luxembourg, au regard de l’éthique, de la déontologie et surtout du droit en vigueur. SFS se voit alors retirer son agrément (il ne peut plus exercer en Europe), et d'une amende (5 000 euros). 

Puis SFS perd aussi son agrément de mandataire (SFS n’est alors « plus autorisée à conclure et gérer des contrats pour le compte de partenaires assureurs. »
Au début de janvier 2018, Antoine Guiguet, (directeur général de SFS Europe) précise que la décision du CAA n'a pas d'effet rétroactif (les contrats en cours et pris en garantie antérieurement au 1er décembre par SFS Europe en qualité de mandataire de sociétés d'assurance restent donc valides (transférés à la société sœur du groupe, IMS Expert Europe), et il affirme que « La situation n'est pas bloquée, elle n'a jamais été bloquée. Le groupe SFS poursuit son activité en qualité de société de courtage en assurance depuis le Luxembourg » alors qu’il n’est plus en réalité que « simple » courtier.

Selon le Moniteur, a « averti depuis plusieurs mois de sa non-conformité juridique par le CAA, SFS a laissé la situation s'aggraver jusqu'à la sanction. Tout en prenant en parallèle ses dispositions pour créer une structure de courtage en France, baptisée « SFS France Courtage », immatriculée au registre du commerce et des sociétés depuis novembre 2017, et dont la demande d'agrément a été faite à l'ORIAS (Organisme pour le registre unique des intermédiaires en assurance, banque et finance).  SFS précise le Journal Le Moniteur avait déjà fait immatriculer à l'ORIAS une société d'intermédiation SFS France, (avant de la fermer en mai 2015 pour partir s'installer au Luxembourg).

## Gouvernance
- Antoine Guiguet (President of the Executive Committee and Chief Executive Officer)
- Patrice Gilles (Founder and Chairman of the Supervisory Board)
- Frédéric Lamotte (Group Communications & Marketing Director and Member of the Executive Committee)
- Bertrand François (Group Human Resources Director and Member of the Executive Committee)
- Mohamed Alouani (Director of Group Underwriting and Member of the Executive Committee)

## Importance en termes de portefeuille d'assurances
Selon le Moniteur, SFS-France disposait au 31 juillet 2017 de
- 17 421 contrats dommages-ouvrage (DO), souscrits pour environ 14,87 Mds € de  coût de construction depuis 2002 ;
- 4 245 contrats tous risques chantiers (TRC) souscrits pour  6,73 Mds € de  coût de construction depuis 2011 ;
- 82 037 contrats responsabilité civile professionnelle (RCP) et/ou de responsabilité civile décennale (RCD) et/ou de protection juridique (PJ) souscrits depuis 2002.